# Юркемик, Ладислав
Ладислав Юркемик (словац. Ladislav Jurkemik; 20 июля 1953, Яцовце) — чехословацкий футболист, защитник, впоследствии — словацкий футбольный тренер.
В составе сборной Чехословакии становился чемпионом Европы 1976 года и бронзовым призёром чемпионата Европы 1980 года.

## Карьера
Юркемик — воспитанник братиславского «Интера», за который играл ещё в юношеском возрасте, а в составе первой команды дебютировал в сезоне 1973/74. Играл в «Интере» долгие годы, однако команд в этот период не добивалась каких-либо значительных успехов ни в чемпионате, ни в Кубке Чехословакии.
Хотя Юркемик был игроком линии обороны, он забивал немало мячей для защитника: например, в сезонах 1978/79 и 1979/80 он забил по 6 мячей. В «Интере» он играл до лета 1984 года, с перерывом на сезон 1980/81, когда проходил военную службу в баньско-бистрицкой «Дукле».
Летом 1984 года перешёл в швейцарский «Санкт-Галлен». Завершал карьеру в другой швейцарской команде, клубе «Кур».
В сборной Чехословакии играл с 1975 по 1983 год, помимо участия в победном ЧЕ-1976, выиграл бронзовые медали ЧЕ-1980, сыграл 2 матча на ЧМ-1982. Всего за сборную провёл 57 матчей, забил 3 гола.